# Trim (chat)
Pour les articles homonymes, voir Trim.
Trim est un chat noir et blanc servant sur un bateau de la marine britannique, qui accompagna Matthew Flinders dans ses voyages autour du monde alors qu'il réalisait la carte des côtes de l'Australie de 1801 à 1803.

## Histoire
Trim est né en 1799 sur le navire HMS Reliance, alors qu’il traversait le cap de Bonne-Espérance. À cette époque, les chats étaient essentiels à bord des bateaux car ils chassaient les rongeurs qui mettaient en péril les voyages.
Étant chaton, il tombe par-dessus bord mais parvient à revenir à la nage et à monter à bord en grimpant une corde ; prenant note de son fort instinct de survie et de son intelligence, Flinders et l'équipage font de lui leur chat favori.
En 1800, le navire rejoint la terre, une expérience compliquée pour ce chat qui n’a connu que la vie à bord d’un bateau. Il s’acclimate difficilement à vivre dans une maison. Son maître, Matthew Flinders, le fait loger à Deptford, en Angleterre, le plaçant sous la tutelle de la maîtresse de maison.
Trim a navigué avec Flinders sur le HMS Investigator lors de son voyage de circumnavigation autour du continent australien, et a survécu au naufrage du HMS Porpoise sur le récif de Wreck en 1803. Lorsque Flinders a été accusé d'espionnage et emprisonné par les Français à Maurice lors de son voyage de retour en Angleterre, Trim a partagé sa captivité jusqu'à sa disparition inexpliquée, que Flinders a attribuée au fait qu'il avait été volé et mangé par un esclave affamé.

## Description
Trim était un chat bicolore, noir avec des pattes, un menton et une poitrine blancs dont, d’après son propriétaire, il était particulièrement fier et le montrait avec vanité. Il pesait une douzaine de livres. Il avait une longue queue large et touffue. Sa tête était petite et ronde. Il a été nommé d'après le majordome dans le roman de Laurence Sterne Tristram Shandy, parce que Flinders le considérait comme un ami fidèle et affectueux. Pendant son emprisonnement, Flinders a écrit un hommage biographique à Trim dans lequel il l'a décrit comme "l'un des plus beaux animaux que j'ai jamais vus... [sa] robe était un noir de jais clair, à l'exception de ses quatre pieds, qui semblaient avoir été plongés dans la neige et de sa lèvre sous la lèvre, Il avait aussi une étoile blanche sur sa poitrine."

## Hommage
Flinders a écrit un livre sur Trim alors qu’il était captif sur une île française en 1809.
En 1996, une statue en bronze de Trim réalisée par le sculpteur John Cornwell a été érigée sur un rebord de fenêtre de la bibliothèque Mitchell à Sydney, directement derrière une statue de son propriétaire qui a été érigée à la suite du don des papiers personnels de Flinders à la bibliothèque par son petit-fils en 1925. La popularité de la statue a depuis conduit au développement d'une gamme de produits Trim par la Bibliothèque d'État de Nouvelle-Galles du Sud. Le café de la bibliothèque porte également le nom du chat.
La plaque en dessous indique :
« 
TO THE MEMORY OF

TRIM

The best and most illustrious of his race

The most affectionate of friends,

faithful of servants,

and best of creatures

He made the tour of the globe, and a voyage to Australia,

which he circumnavigated, and was ever the

delight and pleasure of his fellow voyagers 

Written by Matthew Flinders in memory of his cat

Memorial donated by the North Shore Historical Society
 »
« 
À LA MÉMOIRE DE

TRIM

Le meilleur et le plus illustre de sa race

Le plus affectueux des amis,

fidèles des serviteurs,

et la meilleure des créatures

Il a fait le tour du globe, et un voyage en Australie,

Dont il a fait le tour, et a toujours été le

délice et plaisir de ses compagnons de voyage 

Écrit par Matthew Flinders en mémoire de son chat

Mémorial donné par la North Shore Historical Society
 »
Qui fait partie de l'épitaphe que Flinders avait promise à Trim.
Trim figure également sur la première statue de Flinders à être érigée en Angleterre, qui se trouve à Donington, dans le Lincolnshire, le lieu de naissance de Flinders, et où il est prévu qu'il soit réincarre.

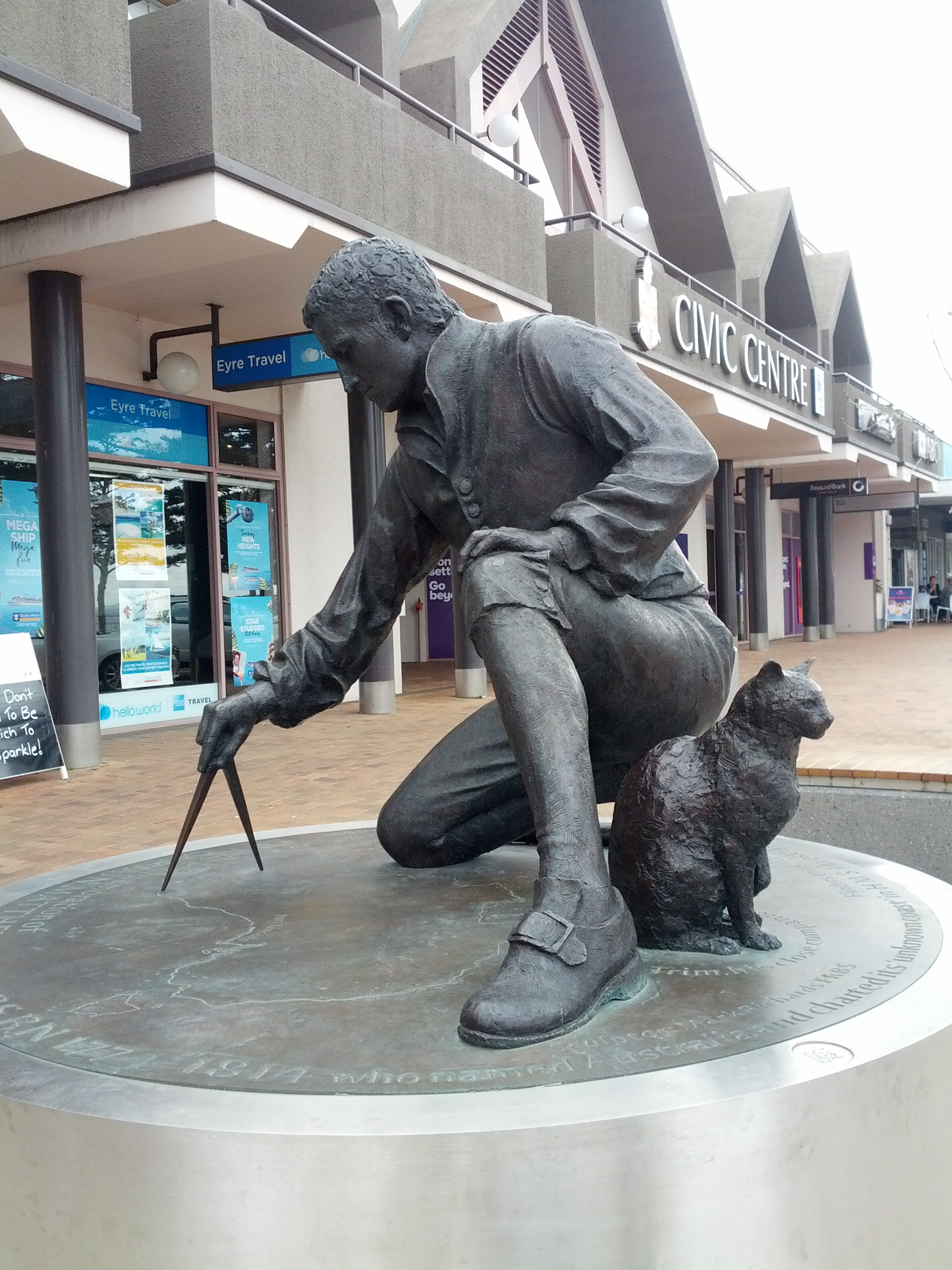
Trim, le chat de mer, avec Flinders. Port Lincoln, Australie du Sud.

En outre, une grande statue en bronze de Matthieu et Trim se trouve à la gare d'Euston à Londres, près de l'endroit où il a été enterré à l'origine. Une fonte de la même statue se trouve à Port Lincoln, en Australie du Sud, et une autre distribution de la même statue se trouve également sur le campus de l'Université Flinders à Adélaïde, en Australie du Sud. Une version plus petite est exposée dans la cathédrale de Lincoln.
Dans le roman de l'auteur australien Bryce Courtenay de 2002, Le Chat de Matthew Flinders, le chat et la statue de la bibliothèque sont tous deux des personnages majeurs.